# Donald Sumpter
Pour les articles homonymes, voir Sumpter.
Donald Sumpter est un acteur britannique né le 13 février 1943 au Royaume-Uni.

## Filmographie
- 1966 : A Hero of Our Time (téléfilm) : Soldier
- 1968 : Le Peuple des abîmes (The Lost Continent) : 'Sparks' (radioman)
- 1968 : Doctor Who épisode « The Wheel in Space »  : Enrico Casali
- 1969 : Night After Night After Night : Pete Laver
- 1969 : Hadleigh (série télévisée) : Tony (1973)
- 1970 : The Walking Stick : Max
- 1970 : Groupie Girl : Steve
- 1971 : Bleak Moments : Norman's friend
- 1971 : Un dimanche comme les autres
- 1972 : Doctor Who épisode « The Sea Devils »  : Commandant Ridgeway
- 1975 : The Saliva Milkshake (téléfilm)
- 1976 : Forbidden Passion: Oscar Wilde : Clibborn
- 1977 : Hardcore : Mark
- 1977 : La Panthère noire (The Black Panther) de Ian Merrick : Donald Neilson
- 1977 : Jésus de Nazareth (feuilleton TV) : Aram
- 1977 : The Children of the New Forest (série télévisée) : Ned Corbould
- 1978 : Les Misérables (Les Miserables) de Glenn Jordan (téléfilm) : Agent
- 1979 : Rencontres avec des hommes remarquables (Meetings with Remarkable Men) : Pogossian
- 1981 : Antony & Cleopatra (téléfilm) : Pompeius
- 1981 : The Rose Medallion (téléfilm) : Harry
- 1982 : The Brack Report (série télévisée) : Paul Brack
- 1983 : L'Héritier de la panthère rose (Curse of the Pink Panther) : Dave
- 1985 : Oscar (série télévisée) : Clibborn
- 1990 : Rosencrantz et Guildenstern sont morts (Rosencrantz and Guildenstern Are Dead) : Claudius
- 1991 : Aimée (téléfilm) : Frank
- 1992 : Méchant Garçon : Michael, le père
- 1992 : Hercule Poirot (série télévisée, saison 4, épisode 1 : A.B.C. contre Poirot) : Alexander Bonaparte Cust
- 1992 : The Blackheath Poisonings (téléfilm) : Insp. Titmarsh
- 1993 : The Buddha of Suburbia (feuilleton télévisé) : Matthew Pyke
- 1994 : Grushko (téléfilm) : Kartashov
- 1995 : Richard III : Brackenbury
- 1995 : The Queen's Nose (série télévisée) : Uncle Ginger (1995)
- 1996 : Our Friends in the North (feuilleton TV) : Commander Harold Chapple
- 1996 : Cold Lazarus (feuilleton télévisé) : Dr. Rawl
- 1997 : Le Policier de Tanger (Tangier Cop) : Ahmed Yaasin
- 1998 : Bombay Blue (feuilleton TV)
- 1999 : Great Expectations (téléfilm) : Compeyson
- 2000 : Dalziel and Pascoe: A Sweeter Lazarus (téléfilm) : Gus Mullavey
- 2001 : Enigma : Leveret
- 2001 : The Life and Adventures of Nicholas Nickleby (téléfilm) : Mr. Brooker
- 2001 : The Point Men : Benni Baum
- 2002 : K-19 : Le Piège des profondeurs (K-19: The Widowmaker) : Dr. Savran
- 2005 : The Constant Gardener : Tim Donohue
- 2007 : Les Promesses de l'ombre, de David Cronenberg
- 2008 : Einstein et Eddington (Einstein and Eddington) de Philip Martin (téléfilm) : Max Planck, physicien allemand
- 2009 : The Sarah Jane Adventures (série télévisée) (épisode The Eternity Trap) : Erasmus Darkening
- 2010 : Ultramarines : Pythol
- 2010 : Merlin (série télévisée) : Le Roi Pêcheur
- 2010 : Being Human : La Confrérie de l'étrange : Salgedo
- 2011 : Black mirror (Saison 1 - Episode 1) : Julian Hereford
- 2011 : Game of Thrones (série télévisée) : Mestre Luwin
- 2011 : Millénium : Les Hommes qui n'aimaient pas les femmes (The Girl with the Dragon Tattoo) : Inspecteur Morell
- 2013 : Atlantis (TV, saison 1 épisode 4) : Tirésias
- 2014 : Quirke (TV, saison 1 épisode 1) : Josh Crawford
- 2015 : Au cœur de l'océan (In the Heart of the Sea) de Ron Howard : Paul Macy
- 2015 : Doctor Who (Série télévisée, Saison 9 épisode 12) : Rassilon/Lord President
- 2017 : Charles Dickens, l'homme qui inventa Noël (The Man Who Invented Christma) de Bharat Nalluri : Jacob Marley
- 2019 : Chernobyl : Zharkov
- 2024 : Limonov, la ballade : le père d'Edouard Limonov